# Giuseppe Colosi
Giuseppe Colosi (29 mars 1892 – 20 octobre 1975) est un zoologiste italien spécialisé dans l'étude des crustacés et des mysides en particulier.

## Biographie
De 1920 à 1924, Giuseppe Colosi enseigne à Turin, puis il dirige l'institut zoologique de l'université de Florence de 1940 à 1962.